# Santo Stefano Maggiore
A Santo Stefano Maggiore (Piazza S. Stefano) egy milánói templom.

## Leírása
Eredete az 5. századig nyúlik vissza.  417-ben alapította Martiniano Osio, milánói püspök. Nevéhez az in Brolo (a konyhakertben) határozót is hozzátették, mivel az érsek tulajdonában levő hatalmas zöldséges-gyümölcsös kertnek és kaszálónak a kellős közepén helyezkedett el. Nevezték még Santo Stefano alla Portának is, mivel az egyik városkapuhoz közel állt. Az eredeti templom, mely Szent Zakariás tiszteletére épült, 1070-ben leégett. 1075-ben román stílusban újjáépítették, ekkor lett védőszentje Szent István vértanú. 
1476. december 26-án ebben a templomban gyilkolták meg Galeazzo Maria Sforza herceget. 1571. szeptember 30-án itt keresztelték meg a híres festőt, Caravaggiót.